# Lipothymie

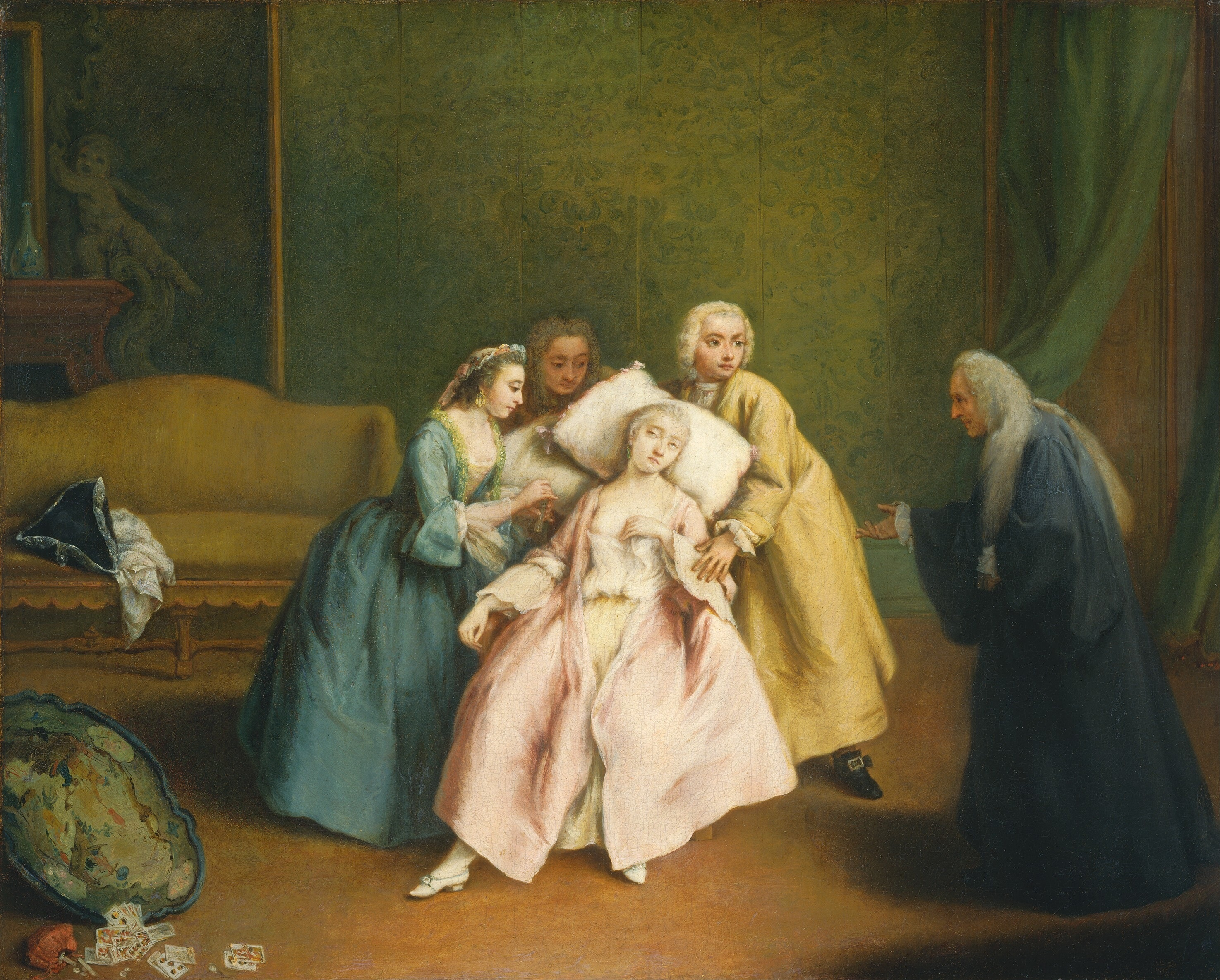

La lipothymie se traduit par une sensation de malaise sans perte de connaissance. On la distingue de la syncope, qui correspond à un malaise accompagné d’une perte de connaissance brève, brutale et totale. On différencie aussi le malaise lipothymique du malaise vagal, aussi nommé syncope vasovagale, qui peut être associé à une perte de connaissance.
La lipothymie se caractérise par la survenue brutale d’une sensation d’évanouissement imminent avec l’impression d’un « vide », une perte d’équilibre, des bouffées de chaleur, un champ de vision qui se rétrécit, oppression respiratoire, apparition « d'étoiles » devant les yeux et une grande faiblesse souvent accompagnés d’une angoisse brutale.
Il ne faut pas confondre la lipothymie avec la syncope qui, quant à elle, correspond à un malaise avec une perte de connaissance brutale, brève et spontanément réversible qui est liée à une diminution brusque du débit sanguin cérébral.
La signification pathologique de ces deux événements est cependant la même, et une lipothymie doit être explorée avec autant de soins qu'une syncope vraie.
La lipothymie peut rester isolée ou précéder une perte de connaissance.

## Symptômes et signes cliniques
Avant la survenue du malaise, la personne peut ressentir des prodromes : acouphènes, nausée, perte ou diminution de la vision (impression de flou visuel), fatigue extrême (asthénie), tremblements, sueurs, palpitations. Ceux-ci ne sont pas obligatoirement présents.
S’il y a une perte de connaissance incomplète, le sujet peut alors parfois répondre verbalement, répondre à des instructions simples telles que d’ouvrir ou fermer les yeux à la demande.
Il faut rechercher des facteurs déclenchants, les circonstances de survenance (par l’interrogation des témoins).

## Causes
Les causes des lipothymies sont multiples et nécessitent souvent une évaluation par un médecin.
La lipothymie peut être causée par un choc émotionnel, par la peur ou la douleur. Elle est également favorisée par un endroit chaud avec peu d’oxygène : on parle alors de malaise vagal.
Une hypotension orthostatique peut également entraîner des malaises lipothymiques. Les causes en sont multiples : sujet âgé, une cause médicamenteuse, une hypovolémie (par anémie ou déshydratation par exemple), dans le cadre de neuropathies périphériques.
Une lipothymie peut aussi avoir une origine métabolique : hypoglycémie, hypocalcémie, hypoxie, dans le cadre d’une intoxication (alcool, monoxyde de carbone, héroïne, THC, trichloréthylène)[réf. souhaitée].